# Eastern Europe Cup w biegach narciarskich 2024/2025
Eastern Europe Cup w biegach narciarskich 2024/2025 to kolejna edycja tego cyklu zawodów. Rywalizacja rozpoczęła się 21 listopada 2024 r. w kazachskim Szczuczyńsku, a zakończyła 20 stycznia 2025 r. również w tym samym ośrodku narciarskim.
Obrońcami tytułów byli reprezentanci Kazachstanu: Angielina Szuryga i Ołżas Klimin.
Nowymi zdobywcami pucharu zostali ponownie reprezentanci Kazachstanu: Nadieżda Stiepaszkina i Witalij Puchkało.

## Kalendarz i wyniki

### Kobiety
| Lp | Data              | Miejscowość | Dystans                            | 1. miejsce            | 2. miejsce             | 3. miejsce           |
| -- | ----------------- | ----------- | ---------------------------------- | --------------------- | ---------------------- | -------------------- |
| 1. | 21 listopada 2024 | Szczuczyńsk | Sprint s. klasycznym (1.2 km)      | Tamara Ebel           | Marija Gieraszczenko   | Anna Mielnik         |
| 2. | 22 listopada 2024 | Szczuczyńsk | 10 km s. klasycznym                | Tamara Ebel           | Marija Gieraszczenko   | Anna Mielnik         |
| 3. | 23 listopada 2024 | Szczuczyńsk | 10 km s. dowolnym                  | Laura Kinybajewa      | Jelizawieta Tołmaczowa | Anna Mielnik         |
| 4. | 21 grudnia 2024   | Szczuczyńsk | Sprint s. klasycznym (1.5 km)      | Nadieżda Stiepaszkina | Darja Riażko           | Marija Gieraszczenko |
| 5. | 22 grudnia 2024   | Szczuczyńsk | 20 km s. klasycznym (start masowy) | Ksienija Szałygina    | Nadieżda Stiepaszkina  | Angielina Szuryga    |
| 6. | 24 grudnia 2024   | Szczuczyńsk | 10 km s. dowolnym                  | Nadieżda Stiepaszkina | Ksienija Szałygina     | Laura Kinybajewa     |
| 7. | 16 stycznia 2025  | Szczuczyńsk | Sprint s. klasycznym (1.5 km)      | Nadieżda Stiepaszkina | Marija Ljuft           | Darja Riażko         |
| 8. | 18 stycznia 2025  | Szczuczyńsk | 20 km (bieg łączony)               | Nadieżda Stiepaszkina | Angielina Szuryga      | Kamiła Jełgazinowa   |
| 9. | 20 stycznia 2025  | Szczuczyńsk | 10 km s. dowolnym                  | Nadieżda Stiepaszkina | Angielina Szuryga      | Ksienija Szałygina   |

### Mężczyźni
| Lp | Data              | Miejscowość | Dystans                            | 1. miejsce         | 2. miejsce        | 3. miejsce         |
| -- | ----------------- | ----------- | ---------------------------------- | ------------------ | ----------------- | ------------------ |
| 1. | 21 listopada 2024 | Szczuczyńsk | Sprint s. klasycznym (1.2 km)      | Swiatosław Matasow | Iljas Isabek      | Witalij Puchkało   |
| 2. | 22 listopada 2024 | Szczuczyńsk | 10 km s. klasycznym                | Witalij Puchkało   | Jernur Beksułtan  | Swiatosław Matasow |
| 3. | 23 listopada 2024 | Szczuczyńsk | 10 km s. dowolnym                  | Witalij Puchkało   | Jernur Beksułtan  | Swiatosław Matasow |
| 4. | 21 grudnia 2024   | Szczuczyńsk | Sprint s. klasycznym (1.5 km)      | Konstantin Borcow  | Jernar Nursbekow  | Didar Kasenow      |
| 5. | 22 grudnia 2024   | Szczuczyńsk | 20 km s. klasycznym (start masowy) | Władisław Kowalow  | Witalij Puchkało  | Nail Baszmakow     |
| 6. | 24 grudnia 2024   | Szczuczyńsk | 10 km s. dowolnym                  | Witalij Puchkało   | Nail Baszmakow    | Władisław Kowalow  |
| 7. | 16 stycznia 2025  | Szczuczyńsk | Sprint s. klasycznym (1.5 km)      | Konstantin Borcow  | Władisław Kowalow | Ołżas Klimin       |
| 8. | 18 stycznia 2025  | Szczuczyńsk | 20 km (bieg łączony)               | Władisław Kowalow  | Jernar Nursbekow  | Ołżas Klimin       |
| 9. | 20 stycznia 2025  | Szczuczyńsk | 10 km s. dowolnym                  | Nail Baszmakow     | Ołżas Klimin      | Władisław Kowalow  |

## Klasyfikacje
| Lp. | Zawodniczka            | Punkty |
| --- | ---------------------- | ------ |
| 1.  | Nadieżda Stiepaszkina  | 580    |
| 2.  | Anna Mielnik           | 441    |
| 3.  | Tamara Ebel            | 409    |
| 4.  | Ksienija Szałygina     | 371    |
| 5.  | Angielina Szuryga      | 336    |
| 6.  | Marija Gieraszczenko   | 331    |
| 7.  | Laura Kinybajewa       | 275    |
| 7.  | Darja Riażko           | 275    |
| 9.  | Kamiła Jełgazinowa     | 259    |
| 10. | Jelizawieta Tołmaczowa | 248    |
| 10. | Wiktorija Kolesnikowa  | 248    |

| Lp. | Zawodnik           | Punkty |
| --- | ------------------ | ------ |
| 1.  | Witalij Puchkało   | 560    |
| 2.  | Władisław Kowalow  | 436    |
| 3.  | Konstantin Borcow  | 369    |
| 4.  | Nail Baszmakow     | 341    |
| 5.  | Dastan Kalibekow   | 324    |
| 6.  | Ołżas Klimin       | 309    |
| 7.  | Swiatosław Matasow | 266    |
| 8.  | Jernar Nursbekow   | 252    |
| 9.  | Fiodor Karpow      | 248    |
| 10. | Jełaman Kożebek    | 246    |